# Tekija Donja Vraca
Tekija Donja Vraca, derviški hram u naselju Donja Vraca u Zenici. Pripada nakšibendijskom tarikatu.

## Povijest
Tijekom rata u Bosni i Hercegovini šejh Halil ef. Brzina je osnovao medžlisi-halku u Zenici. Ova medžlisi-halka egzistirala je u vojarni Sedme muslimanske brigade Armije RBiH. Prvobitno je to bila srednja škola, a danas je vojarna koja se zove po imenu Sedme muslimanske brigade Armije RBiH. Nakon završetka rata, medžlisi-halka je nastavila egzistirati u vojarni do 2003. godine, kada su se društvene prilike za takvu vrstu aktivnosti u vojarni promijenile. Tada derviši ostaju bez prostora, pa zikrove obavljaju po privatnim kućama i stanovima. Sve je to trajalo do 2004. godine, kada je Omer Isaković poklonio svoju privatnu kuću za potrebe derviša i tekije.
U staroj kamenoj kući, izgrađenoj 1937. godine, redovito su se skupljali zenički derviši sve do 2011. godine, kada je ovu zajednicu posjetila turska delegacija, koja je ustanovila da je objekt nestabilan i previše star. Odlučili su ga srušiti i napraviti novi. Kao primjer za izgradnju nove zeničke tekije Donja Vraca, poslužila je sarajevska Hadži Sinanova tekija.
Godine 2012. postavljen je kamen temeljac, a 2014. krenulo se u izgradnju. Nakšibendijska tekija u Zenici završena je 2018. godine, a 30. travnja 2019. godine službeno je i otvorena uz nazočnost šejha Halila ef. Brzine i šejha Sirrije ef. Hadžimejlića, šejh-ul-mešaiha Tarikatskog centra u Bosni i Hercegovini. Tekija u ovoj sadašnjoj izvedbi ima blizu 400 četvortnih metara.

## Vanjske povezice
- U Zeničkoj tekiji ruže će uvijek biti u cvatu